# Prohierodula enghoffii
Prohierodula enghoffii es una especie de mantis de la familia Mantidae.

## Distribución geográfica
Se encuentra en Uganda.